# Neon Hitch
Neon Hitch (née le 25 mai 1986) est une chanteuse britannique. Dans un premier temps elle signe sur le label de Mike Skinner et Ted Mayhem, The Beats, avant qu'il ne ferme. Elle est ensuite découverte sur MySpace par Benny Blanco qui la fait partir pour New York afin de travailler avec lui, à la suite de quoi ils concluent un accord de distribution avec EMI Records et signent un contrat d'enregistrement avec Warner Bros Records.

## Vie et Carrière

### Enfance et Jeunesse
Née dans la campagne anglaise à l'est de Londres, Hitch est contrariée par le prénom que ses parents lui ont donné à la naissance, Neon, et a voulu le changer pour un prénom plus conventionnel. Son père était technicien éclairagiste. Lorsque leur maison brûla, sa mère acheta une caravane. Ils commencent alors à chanter dans la rue, à faire et à vendre des bijoux et des vêtements à travers l'Europe. Par conséquent Hitch n'a jamais été scolarisée. Vers l'âge de quatre ans, elle voyage et fait des spectacles avec le cirque Archaos. 
À l'âge de dix ans, elle commence à écrire des poèmes, ce qui la conduit à écrire des paroles de chansons. Son petit ami remarque qu'elle sait chanter et l'encourage à travailler son chant. Adolescente, Hitch sait faire du trapèze volant, jongler avec du feu et monter sur des échasses et elle a déjà donné des spectacles à travers l'Europe. Sa famille apparaît dans un document de la chaîne BBC. Âgée de seize ans, elle part vivre en Inde pendant quelques années avant de s'installer de nouveau à Londres pour commencer sa carrière de musicienne.

### Apparitions
- En 2012, elle est l'une des têtes d'affiche du festival lesbien californien, le Dinah Shore[3].

#### Citations
- « Mon père m’a acheté Michael Jackson et Madonna et m’a dit : C’est TOUT ce que tu dois savoir ! »[4].